# هاننله هوئووی
هاننله هوئووی (انگلیسی: Hannele Huovi؛ زادهٔ ۱۹ مارس ۱۹۴۹) مؤلف (پدیدآور)، و نویسنده اهل فنلاند است.
وی همچنین برندهٔ جوایزی همچون جایزه اینو لینو شده‌است.